# Ohiivți, Starokosteantîniv
Ohiivți (în ucraineană Огіївці) este localitatea de reședință a comunei Ohiivți din raionul Starokosteantîniv, regiunea Hmelnîțkîi, Ucraina.

## Demografie
Componența lingvistică a localității Ohiivți
     Ucraineană (98,9%)
     Alte limbi (1,11%)
Conform recensământului din 2001, majoritatea populației localității Ohiivți era vorbitoare de ucraineană (98,9%), existând în minoritate și vorbitori de alte limbi.